# Plagiochilaceae
Plagiochilaceae (deutsch Muschelmoose) ist eine Familie von Lebermoosen aus der Ordnung der Lophocoleales.

## Merkmale
Die Pflanzen sind grün bis bräunlich, niederliegend bis aufrecht oder hängend, bei einigen Arten bäumchenförmig. Die Äste entspringen meist seitlich (lateral), selten an der Unterseite (ventral) der Stämmchen. Die Beblätterung ist deutlich abgeflacht, die unterschlächtigen Blätter sind ganzrandig, gefranst oder gezähnt und meist am Stämmchen herablaufend. Die Blattzellen sind gewöhnlich dünnwandig und enthalten 4 bis 12 Ölkörper. Unterblätter sind in der Regel vorhanden, sind aber meist klein.
Die Geschlechterverteilung ist meist diözisch. Das Perianth ist unten zylindrisch oder stumpf dreikantig, oben zusammengedrückt und die Mündung seitlich umgebogen. Die Kapselklappen sind 4 bis 10-schichtig. Die Sporengröße liegt zwischen 12 und 40 Mikrometer.

## Gattungen und Arten
Nach Frey, Fischer & Stech werden zur Familie weltweit 8 Gattungen mit zirka 425 Arten gerechnet, die vor allem in den Tropen verbreitet sind:
- Acrochila, 2 Arten
- Chiastocaulon, 1 Art: Chiastocaulon dendroides
- Dinckleria, 2 Arten
- Pedinophyllum, 3 Arten, davon eine (Pedinophyllum interruptum) in Europa
- Plagiochila, mit zirka 400 Arten die artenreichste Laubmoosgattung; davon 13 in Europa
- Plagiochilidium, 2 Arten
- Plagiochilion, 13 Arten
- Xenochila, 1 Art: Xenochila integrifolia